# 性的流動性
性的流動性（せいてきりゅうどう、英:Sexual fluidity）あるいはセクシュアル・フルイディティとは、セクシュアリティや性的アイデンティティ（英語: Sexual identity）（いわゆる性的指向に関するアイデンティティ。性同一性とは別の概念）が一度あるいはそれ以上変化することである。
フルイド（fluid）は「液体、流体」や「流動的な」という意味の単語であり、セクシュアル・フルイディティ（sexual fluidity）はセクシュアリティが流動的に変化することを表している。

## 流動性に関する議論
セクシュアリティは人生を通して安定しているのか、流動的なのか。これについては、現在も重要な議論が行われている。科学的コンセンサスとしては、基本的に性的指向は選択できるものではないとされている。一般的に性的指向が変化することはなく、通常は安定していると考えられている 。しかし性的アイデンティティは、個人の生涯を通じて変化することがありうるし、必ずしも生物学的な性や性行動、実際の性的指向がそれぞれ一貫しているとは限らない。性的指向を発達させる正確な原因についてはいまだ議論の一致はないが、遺伝的、ホルモン的、社会的および文化的影響が考えられている。性的指向の発達は遺伝的、ホルモン的および環境的な影響の複雑な相互作用によって引き起こされると考えられている。
性的流動性の文脈においては、性的指向と性的欲望が基本的に生物学的であり、したがって生涯を通じて変わらない、と信じる立場を本質主義と呼ぶ。Savin-Williams, Joyner and Rieger（2012）による大規模な縦断的研究の結果、性的指向に関するアイデンティティは安定している場合の方が、変化している場合よりも一般的であり、特に男性についてはその傾向が強いことが判明した。
原語である”sexual fluidity”という語は、リサ・ダイアモンド（英語: Lisa M. Diamond）によって導入されたものであり、後述のように特に女性のセクシュアリティに関する研究から提起された言葉である。

## 背景
しばしば、性的指向（sexual orientation）と性的指向に関するアイデンティティ（sexual orientation identity）は区別されないことがある。しかしそのことが、性的アイデンティティや性的指向が変化するかどうかについて、正確に評価することへと影響することがある。性的指向に関するアイデンティティは、個人の生涯にわたって変化する可能性があり、生物学的な性や性的行動、実際の性的指向に適合していてもいなくてもよい。依存と精神的健康センター（CAMH）とアメリカ精神医学会は、性的指向が生得的で生涯を通じて固定的なものであるという人もいるが、性的指向が時間とともに流動したり変化したりする人もいる、としている。他方でアメリカ心理学会は、性的指向（生得的である）と性的指向に関するアイデンティティ（人生のあらゆる時点で変化する可能性がある）を区別している。科学者やメンタルヘルスの専門家は、一般的に性的指向は選択的であるとは信じていない。
アメリカ心理学会は、「性的指向は自由に変更できるものではなく、性的指向は環境的、認知的、生物学的因子の複雑な相互作用の結果である可能性が最も高く（……）幼少期に形成され（……）遺伝的または先天的なホルモン因子を含む生物学的な要因は、個人のセクシュアリティにおいて重要な役割を果たす」と述べている。またアメリカ心理学会によれば、「性的指向に関するアイデンティティ――性的指向ではない――は精神療法、支援団体、およびライフイベントを通じて変化すると思われる」という。アメリカ精神医学会によると、「自分が異性愛（ヘテロセクシュアル）かゲイ、レズビアンあるいはバイセクシュアルであると自覚するタイミングは、個々人によって異なる」。そして「同性愛それ自体が精神障害であるという仮定や、患者が自身の同性愛的指向を変えるべきだという仮定に基づくような、あらゆる精神医学的な治療に反対する」としている。ただし同性愛肯定的心理療法は行われている。
リサ・ダイアモンドは著書 Sexual Fluidity（『性的流動性』：2009年にアメリカ心理学会のLesbian, Gay, Bisexual, and Transgender Issues Distinguished Book Awardを受賞）のなかで、女性のセクシュアリティや、「発達段階」や「否認」といった語彙を越え出る試み、そして性的欲望についての伝統的な語彙は不十分であるという主張を述べている。10年以上にわたってダイアモンドは非異性愛の女性について研究したが、その非異性愛女性たちにとって、バイセクシュアルという言葉は、セクシュアリティの多彩な性質を正しく表現しきれていなかったのである。ダイアモンドは、「同性愛の認識を拡張する」ことを呼びかけている。
ダイアモンドは、レズビアンとバイセクシュアルの女性の性的アイデンティティに関する研究をレビューしたとき、「性的指向を固定的で早期に発達する特質とみなす従来のモデルに反するような、同性愛の変化と流動性」を発見したと述べた。ダイアモンドによれば、性的指向は、女性の非異性愛的セクシュアリティにより関連している現象である。彼女が述べるには、「男性の性的指向は、確実に一方の性別や他方の性別へと性的興奮や性的刺激を向けるような、安定したエロティックな『羅針盤』（compass）として機能するように見える。しかし女性において、性的指向はこのようには機能していないように思われる。（……）こうした諸現象の結果として、女性の同性愛は、ライフコースのあらゆる段階で、男性の同性愛とは別様に表出する」。
性的流動性についての研究者のなかには、LGBTコミュニティのメンバーである人もいる。たとえばダイアモンドはレズビアンであり、Ritch C. Savin-Williamsはゲイである。また、性的流動性のある人や性的指向のアイデンティティが変化する人が、LGBTコミュニティから現れることもあり得る。その例としてビル・デブラシオの妻でもあるChirlane McCrayが挙げられる。彼女は1979年にレズビアンとしてカミングアウトするエッセーを書いてから34年後に、男性と結婚することを語った。彼女は自身が「単なるラベル以上である」として、彼女自身が突然男性へと性的に惹かれたのではなく、むしろデブラシオに惹かれたのだと述べた。
男性の間では性的流動性が「作用する」のか、するならばどのように「作用する」のか、という問題や、男性バイセクシュアルにおける性的興奮の変動についての問題など、ほかにもいくつかのレベルの論点がある。

## 関連文献
- アン・ファウスト－スターリング（2018）『セックス/ジェンダー―性分化をとらえ直す』世織書房． ISBN 978-4-86686-002-2 （原著はFausto-Sterling, Anne (2012). Sex/Gender: Biology in a Social World. New York: Routledge. ）

　 p.116-p.122にリサ・ダイアモンドの調査に関する説明がある（この本ではsexual fluidityが「性の可変性」と訳されている）。